# تورسو، کبک
تورسو (به فرانسوی: Thurso) شهرکی در منطقه شهری پاپینو ناحیه اوتاوه در استان کبک کانادا است. در سرشماری سال ۲۰۱۱ این شهرک ۲٬۵۷۳ نفر جمعیت داشته‌است و مساحت آن ۶٫۷۷ کیلومتر مربع است.